# Florian Fischer-Fabian
Florian Fischer-Fabian (* 1957 in  West-Berlin) ist ein deutscher Wirtschaftsjournalist, Fernsehmoderator und Buchautor.

## Leben
Florian Fischer-Fabian wurde als Sohn des Schriftstellers und Historikers Siegfried Fischer-Fabian und der Malerin Ursula Fischer-Fabian in Berlin-Lichterfelde geboren und verbrachte seine Kindheit und Jugend in Oberbayern, in Berg am Starnberger See. Er ist verheiratet und hat eine Tochter.

## Karriere
Sein Volontariat absolvierte Florian Fischer-Fabian beim Garmisch-Partenkirchner Tagblatt und beim Münchner Merkur. Als Autor schrieb er später für mehrere Illustrierte, Programmzeitschriften und Tageszeitungen.
Seit 1984 arbeitet Florian Fischer-Fabian als Fernsehjournalist. Er moderierte Nachrichtensendungen, Magazine und Talkshows auf Sat.1, ProSieben und n-tv. Von 1987 bis 1998 arbeitete er, zusammen mit Friedhelm Busch, für die Börsensendung Telebörse und berichtete vom Geschehen an der Deutschen Börse in Frankfurt. 1989 wurde Florian Fischer-Fabian und das Team der Telebörse mit der Goldenen Kamera der Fernsehzeitschrift Hörzu ausgezeichnet.
1998 wechselte Florian Fischer-Fabian zu ProSieben und präsentierte bis 2003 die Nachrichten des Unterföhringer TV-Senders. Bis 2005 moderierte er zudem die Talkshow Focus Thema und das Gesundheitsmagazin Focus Report. Beide Sendungen wurden vom Pay-TV-Kanal Focus Gesundheit ausgestrahlt. Von Oktober 2007 bis zu seinem Eintritt in den Ruhestand im April 2023 war er darüber hinaus Moderator der Nachrichtensendung Rundschau-Magazin (2022 umbenannt in BR24), die täglich um 21:45 Uhr im BR Fernsehen ausgestrahlt wird.
Florian Fischer-Fabian, der regelmäßiger Kolumnist in der Feinschmecker-Zeitschrift Gault Millau war, veröffentlichte im Oktober 2008 sein erstes Buch, Die Gourmet-Bibel.
Seit März 2009 ist er darüber hinaus Herausgeber von Gourmet Globe. Das Internet-Portal berichtet täglich über die Welt der Feinschmecker.